# Conitos
«Conitos» es un cuento de Haruki Murakami, incluido en el libro Sauce ciego, mujer dormida y escrito en 1996. El título original del cuento en japonés es "Tongariyaki no seisui".

## Trama
En una narración fantástica el autor describe un hombre que se presenta al concurso de la empresa pastelera "Conitos" para preparar el "Nuevo Conito de la Edad Contemporánea". El jurado de esta suerte de concurso son unos cuervos parlantes que solo comen este producto y están en una dependencia especial de la empresa. Si comen los suyos será el ganador de 2.000.000 de yenes, si no los tocan habrá perdido. En su caso su producto es comido por unos y rechazado por otros que a su vez son devorados por los que los aprecian.
En el prólogo de "Sauce ciego, mujer dormida", Murakami explica que "Conitos" revela en forma de fábula sus impresiones acerca del mundo literario cuando fue publicado por primera vez. Esto porque desde sus inicios y hasta la actualidad sus novelas han sido consideradas por algunos como muy al límite de los estándares literarios japoneses.

## Ediciones en español
- Haruki Murakami, Sauce ciego, mujer dormida. Editorial Tusquets, Barcelona, 2008 {ISBN 978-84-8383-047-5}.